# 8e Legerkorps (Verenigde Staten)

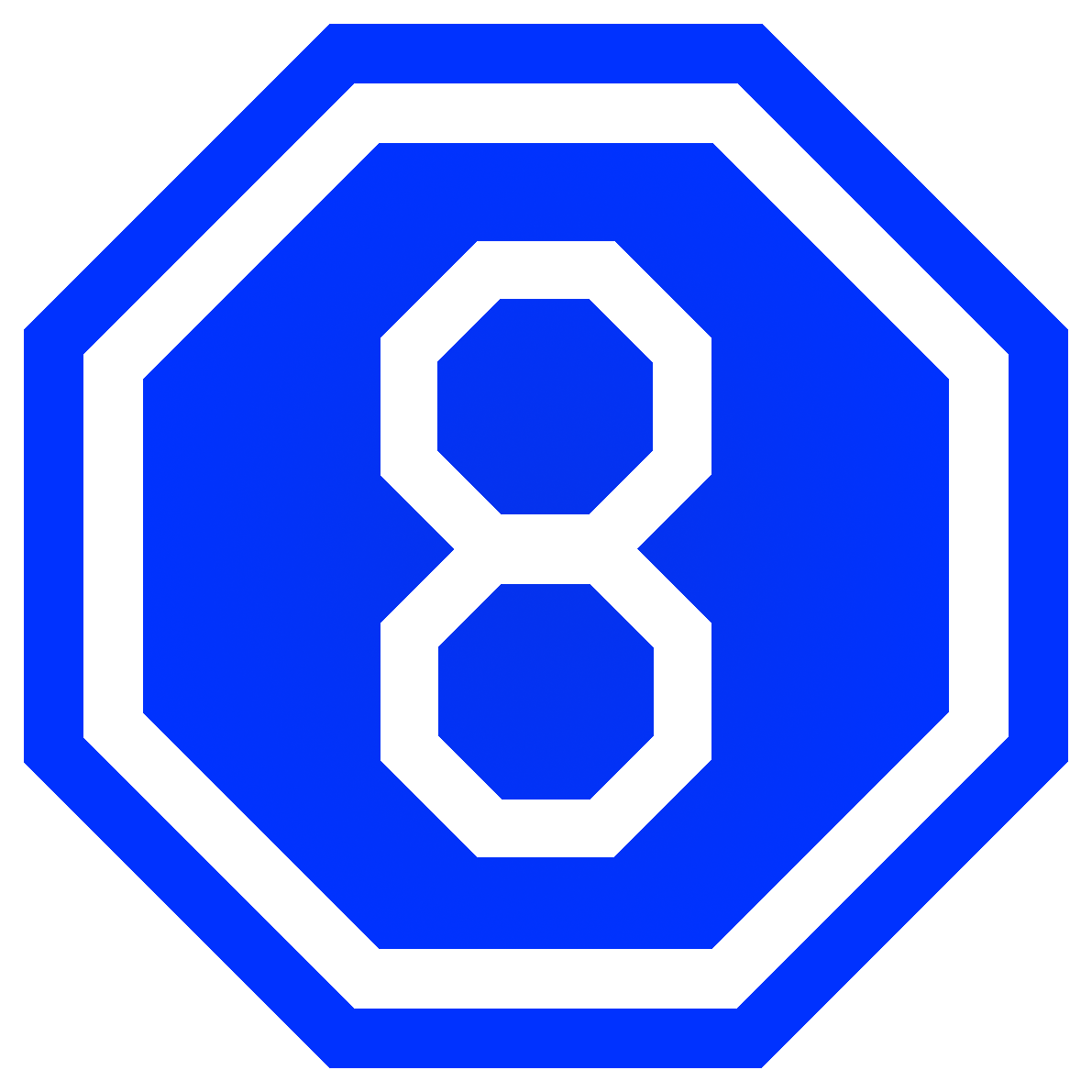
Embleem van de Amerikaanse 8e Legerkorps

Het Amerikaanse 8e Legerkorps (Engels: VIII Corps) was een legerkorps van de Amerikaanse strijdkrachten dat in beide wereldoorlogen vocht.

## Eerste Wereldoorlog en Interbellum
Het 8e Legerkorps werd voor het eerst op 26 november 1918 opgericht tijdens de Eerste Wereldoorlog in Frankrijk. In april 1919 werd het gedemobiliseerd.
In 1921 werd het korps gereactiveerd als reserve. In 1933 werd het een onderdeel van het reguliere leger. Op 14 oktober 1940 werd het opnieuw geactiveerd te Fort Sam, Houston, Texas.

## Tweede Wereldoorlog
In de Tweede Wereldoorlog deed het 8e Legerkorps mee aan verschillende operaties.
Landing in Normandië

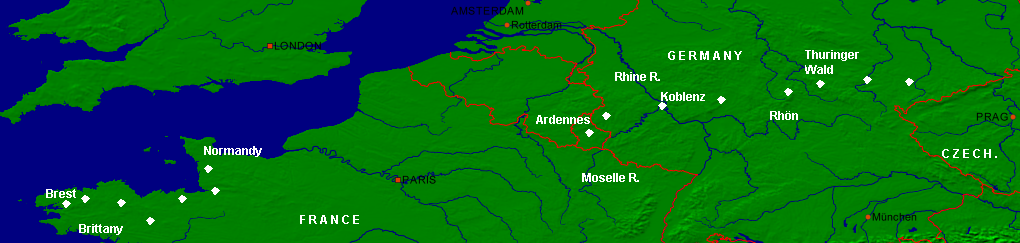
Route van het 8e Legerkorps

Onder Generaal-majoor Troy H. Middleton kwam het 8e Legerkorps in actie in Normandië op 15 juni 1944. Als onderdeel van het 1e Leger nam het verdedigende stellingen in te Carentan op het schiereiland Cotentin. Het VII korps viel begin juli aan, vorderde door het coulisselandschap en nam La Haye-du-Puits in en het bos Mont Castre.
Operatie Cobra
Nadat het de rivieren Ay en Sèves overgestoken was, vocht het op 26 juli 1944 in de Operatie Cobra. Op 28 juli nam 8e Legerkorps het wegenknooppunt Coutances in en bevrijdde het twee dagen later Avranches.
Bretagne
Omar Bradley bevelhebber van de 12e Legergroep stuurde het 8e Legerkorps op 1 augustus 1944 westwaarts naar Bretagne met als opdracht om daar de havens te veroveren. Op 7 augustus 1944 nam het 8e Legerkorps de haven van Saint-Malo in. Na zes weken vechten in de Slag om Brest namen ze op 19 september 1944 Brest in.
Schneifel
Het korps nam vervolgens op 4 oktober 1944 stellingen in langs de Our en de Sneeuweifel. Eenheden die uitgeput waren na de Slag om het Hürtgenwald kwamen daar uitrusten en op krachten komen.
Ardennenoffensief

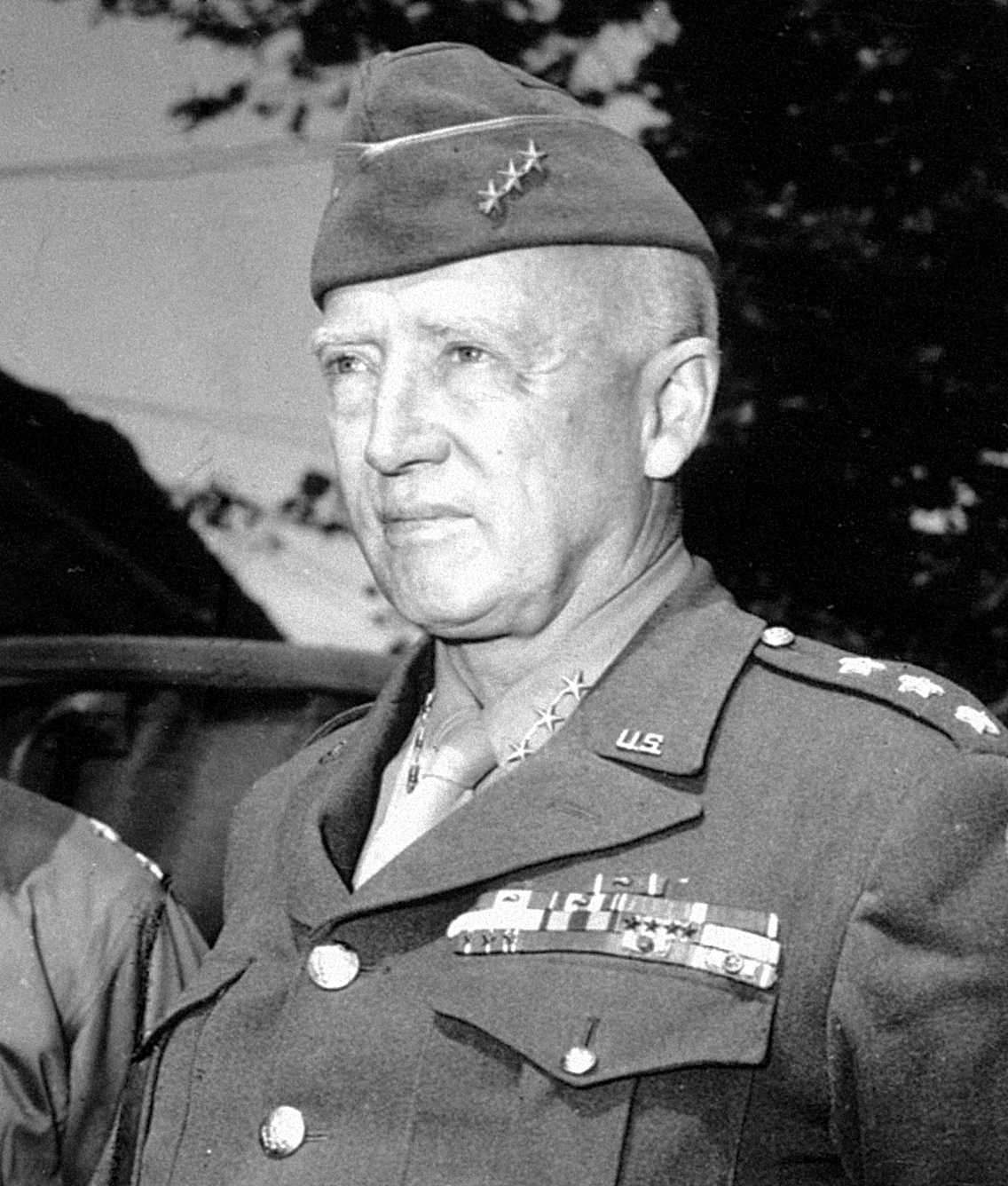
George Patton, rond 1944

Op 16 december 1944 vielen de Duitsers het 8e Legerkorps aan met 20 divisies als deel van hun Ardennenoffensief. Onder de overmacht werden de noordelijk gelegen 14e Cavalerie en 106e Infanteriedivisie teruggedreven of omsingeld. Op de Schneifel werden 6700 onervaren soldaten van het 8e Legerkorps krijgsgevangengenomen door de Duitsers. Meer zuidelijk trokken de eenheden zich vechtend terug, wat de Duitsers vertraagde. De 101e Luchtlandingsdivisie hield volledig omsingeld vijf dagen stand in het wegenknooppunt Bastenaken. Op weg naar de Saar wijzigde George Patton zijn koers 90° en ontzette hen op 26 december 1944.
Schneifel (bis)
Vier dagen later lanceerden ze een tegenaanval op Houffalize. Op 16 januari 1945 verenigde het korps zich met het 1e Leger. Het korps trok Luxemburg in op 22 januari 1945 en lag zes dagen later weer langs de Our.
Siegfried Linie
In de eerste week van februari 1945 bezette het korps opnieuw de Sneeuweifel en brak het door de Siegfried Linie. Het korps nam Prüm in op 12 februari 1945 en ruimde de rest van de maand versterkingen van de Siegfried Linie op.
De Rijn
Op 6 maart 1945 stak het korps de Kyll over en bereikte het de Rijn te Andernach op 9 maart 1945. Op 16 maart 1945 viel het korps aan over de Moezel bij Dieblich en nam het Koblenz in na drie dagen vechten op 19 maart 1945. Onder hevige tegenstand stak het korps de Rijn over te Boppard.
Tsjecho-Slowakije
Het korps passeerde Frankfurt am Main eind maart 1945 en trok in de Rhönbergen begin april. In de eerste twee weken van april 1945 kamde het het Thüringer Woud uit. Het stak dan de Gera, de Saale, de Weiße Elster en de Mulde over. Het korps bevond zich bij de grens met Tsjecho-Slowakije op 24 april 1945 toen Duitsland zich overgaf.

## Na de oorlog
Het 8e Legerkorps werd gedemobiliseerd op 15 december 1945 te Camp Gruber, Oklahoma. Later werd nog een keer geactiveerd, maar op 1 april 1968 te Austin, Texas weer opgeheven.